# Beauvoir-sur-Niort
Beauvoir-sur-Niort är en kommun i departementet Deux-Sèvres i regionen Nouvelle-Aquitaine i västra Frankrike. Kommunen ligger i kantonen Beauvoir-sur-Niort som tillhör arrondissementet Niort. År 2022 hade Beauvoir-sur-Niort 1 772 invånare.

## Befolkningsutveckling
Antalet invånare i kommunen Beauvoir-sur-Niort
| Referens: INSEE |